# Mastín de Borinquen
El Gran Mastín de Borinquen, también conocido como Mastín de Puerto Rico, Mastín Borincano, Becerrillo de Borínquen y Perro Barsino de Hacienda, es la única raza nativa de la isla de Puerto Rico.
Este mastín es una mezcla de mastines españoles con perros jíbaros típicos de la isla y molosos latinoamericanos, todos ellos traídos a la isla desde tiempos coloniales hasta los principios del siglo XX principalmente para trabajar en las plantaciones de caña de azúcar, tabaco y café.

## Contexto
Difícil de encontrar hoy, el Gran Mastín de Borínquen se reconoce como raza canina poco frecuente por parte de la Sociedad Cinológica Caribeña en 1979. Se ha generado mucho interés por el trabajo hecho por esta sociedad para su recuperación.